# 2. Fußball-Bundesliga
2. Fußball-Bundesliga – drugi poziom rozgrywek piłkarskich w Niemczech.
Obecnie w lidze gra 18 drużyn (jest tak od sezonu 1994/95). Sezon jest rozgrywany systemem jesień-wiosna i obejmuje dwie rundy: pierwszą jesienną i rewanżową wiosenną, w czasie których rozgrywa się 34 kolejki spotkań. Po zakończeniu sezonu 2 lub 3 (w zależności od barażu) najlepsze drużyny awansują do pierwszego poziomu Bundesligi, przyjmowani są też dwaj lub trzej (w zależności od barażu) spadkowicze z klasy wyższej. Ostatnie 2 lub 3 drużyny (w zależności od barażu) degradowane są do 3. Ligi (przed sezonem 2007/08 cztery, do Regionalligi).

## Historia
W latach 1974–1981 II liga była podzielona na 2 grupy (północne i południowe Niemcy) z 40 drużynami. Zwycięzcy lig awansowali wtedy automatycznie o klasę wyżej a drużyny z drugich miejsc grały ze sobą mecz barażowy o awans. Z I ligi spadały do ligi II trzy drużyny, które przydzielano do grup według regionalnej przynależności, tak iż w niektórych sezonach grały w grupie 21 lub 22 drużyny.
W latach 1981–1991 zlikwidowano podział na grupy i utworzono jedną ligę z 20 drużynami. Do Bundesligi awansowały bezpośrednio dwie pierwsze drużyny a trzecia grała o awans mecz barażowy z trzecią od końca tabeli drużyną I ligi.
W sezonie 1991/92 przyłączono do ligi drużyny z byłej NRD. W tym sezonie przyjęto ich 6, w związku z czym liczba drużyn powiększyła się do 24 a spowodowało to, iż grano w dwóch grupach po 12 drużyn.
W sezonie 1992/93 na prośbę klubów połączono obie grupy, co spowodowało, że sezon miał aż 46 kolejek. W sezonie tym spadło 7 klubów a awansowały do niej 3, tak że w sezonie 1993/94 grało 20, a od sezonu 1994/95 18 zespołów.
| - 1974/75 Północ: Hannover 96 – Południe: Karlsruher SC - 1975/76 Północ: Tennis Borussia Berlin – Południe: 1. FC Saarbrücken - 1976/77 Północ: FC St. Pauli – Południe: VfB Stuttgart - 1977/78 Północ: Arminia Bielefeld – Południe: SV Darmstadt 98 - 1978/79 Północ: Bayer 04 Leverkusen – Południe: TSV 1860 Monachium - 1979/80 Północ: Arminia Bielefeld – Południe: 1. FC Nürnberg - 1980/81 Północ: Werder Brema – Południe: SV Darmstadt 98 - 1981/82 FC Schalke 04 - 1982/83 SV Waldhof Mannheim - 1983/84 Karlsruher SC - 1984/85 1. FC Nürnberg - 1985/86 FC Homburg - 1986/87 Hannover 96 - 1987/88 Stuttgarter Kickers - 1988/89 Fortuna Düsseldorf - 1989/90 Hertha BSC - 1990/91 FC Schalke 04 - 1991/92 Północ: Bayer Uerdingen – Południe: 1. FC Saarbrücken - 1992/93 SC Freiburg - 1993/94 VfL Bochum - 1994/95 FC Hansa Rostock - 1995/96 VfL Bochum - 1996/97 1. FC Kaiserslautern - 1997/98 Eintracht Frankfurt - 1998/99 Arminia Bielefeld - 1999/00 1. FC Köln - 2000/01 1. FC Nürnberg - 2001/02 Hannover 96 - 2002/03 SC Freiburg - 2003/04 1. FC Nürnberg - 2004/05 1. FC Köln - 2005/06 VfL Bochum - 2006/07 Karlsruher SC - 2007/08 Borussia Mönchengladbach - 2008/09 SC Freiburg - 2009/10 1. FC Kaiserslautern - 2010/11 Hertha BSC - 2011/12 SpVgg Greuther Fürth - 2012/13 Hertha BSC - 2013/14 1. FC Köln - 2014/15 FC Ingolstadt 04 - 2015/16 SC Freiburg - 2016/17 VfB Stuttgart - 2017/18 Fortuna Düsseldorf - 2018/19 1. FC Köln - 2019/20 Arminia Bielefeld - 2020/21 VfL Bochum - 2021/22 FC Schalke 04 - 2022/23 1. FC Heidenheim - 2023/24 FC St. Pauli - 2024/25 1. FC Köln |  | - 1974/75 Bayer Uerdingen (awans z grupy północnej) - 1975/76 Borussia Dortmund (awans z grupy północnej) - 1976/77 TSV 1860 Monachium (awans z grupy południowej) - 1977/78 1. FC Nürnberg (awans z grupy południowej) - 1978/79 Bayer Uerdingen (awans z grupy północnej) - 1979/80 Karlsruher SC (awans z grupy południowej) - 1980/81 Eintracht Brunszwik (awans z grupy północnej) - 1981/82 Hertha BSC - 1982/83 Kickers Offenbach, Bayer Uerdingen - 1983/84 FC Schalke 04 - 1984/85 Hannover 96, 1. FC Saarbrücken - 1985/86 Blau-Weiss 90 Berlin - 1986/87 Karlsruher SC - 1987/88 FC St. Pauli - 1988/89 FC Homburg - 1989/90 SG Wattenscheid 09 - 1990/91 MSV Duisburg, Stuttgarter Kickers - 1991/92 – - 1992/93 MSV Duisburg, VfB Leipzig - 1993/94 Bayer Uerdingen, TSV 1860 Monachium - 1994/95 FC St. Pauli, Fortuna Düsseldorf - 1995/96 Arminia Bielefeld, MSV Duisburg - 1996/97 VfL Wolfsburg, Hertha BSC - 1997/98 SC Freiburg, 1. FC Nürnberg - 1998/99 SpVgg Unterhaching, SSV Ulm 1846 - 1999/00 VfL Bochum, Energie Cottbus - 2000/01 Borussia Mönchengladbach, FC St. Pauli - 2001/02 Arminia Bielefeld, VfL Bochum - 2002/03 1. FC Köln, Eintracht Frankfurt - 2003/04 Arminia Bielefeld, 1. FSV Mainz 05 - 2004/05 MSV Duisburg, Eintracht Frankfurt - 2005/06 Alemannia Aachen, Energie Cottbus - 2006/07 FC Hansa Rostock, MSV Duisburg - 2007/08 TSG 1899 Hoffenheim, 1. FC Köln - 2008/09 1. FSV Mainz 05, 1. FC Nürnberg - 2009/10 FC St. Pauli - 2010/11 FC Augsburg - 2011/12 Eintracht Frankfurt, Fortuna Düsseldorf - 2012/13 Eintracht Brunszwik - 2013/14 SC Paderborn 07 - 2014/15 SV Darmstadt 98 - 2015/16 RB Leipzig - 2016/17 Hannover 96 - 2017/18 1. FC Nürnberg - 2018/19 SC Paderborn 07, 1. FC Union Berlin - 2019/20 VfB Stuttgart - 2020/21 SpVgg Greuther Fürth - 2021/22 Werder Brema - 2022/23 SV Darmstadt 98 - 2023/24 Holstein Kiel - 2024/25 Hamburger SV |

## Spadkowicze z 2. Bundesligi
- 1974/75 Północ: Olympia Wilhelmshaven, Rot-Weiß Oberhausen, VfL Wolfsburg, HSV Barmbek-Uhlenhorst – Południe: VfR Heilbronn, Borussia Neunkirchen, Wormatia Worms, VfR Mannheim
- 1975/76 Północ: 1. FC Mülheim, SpVgg Erkenschwick, DJK Gütersloh, Spandauer SV – Południe: 1. FSV Mainz 05, 1. FC Schweinfurt 05, Eintracht Bad Kreuznach, SSV Reutlingen 05
- 1976/77 Północ: Bonner SC, 1. SC Göttingen 05, Wacker 04 Berlin, VfL Wolfsburg – Południe: Röchling Völklingen, SSV Jahn Regensburg, BSV 07 Schwenningen
- 1977/78 Północ: SC Herford, 1. FC Bocholt, OSC Bremerhaven, Schwarz-Weiß Essen – Południe: Bayern Hof, VfR 1910 Bürstadt, Würzburger Kickers, FK Pirmasens
- 1978/79 Północ: Westfalia Herne, FC St. Pauli, Wacker 04 Berlin – Południe: FC Hanau 93, FC Augsburg, KSV Baunatal, Borussia Neunkirchen
- 1979/80 Północ: DSC Wanne-Eickel, OSC Bremerhaven, Arminia Hanower, Wuppertaler SV – Południe: MTV Ingolstadt, Röchling Völklingen, Würzburger FV
- 1980/81 Północ: Viktoria Köln, 1. FC Bocholt, Preußen Münster, Rot-Weiß Oberhausen, VfB Oldenburg, SC Herford, Tennis Borussia Berlin, 1. SC Göttingen 05, Holstein Kiel, Rot-Weiß Lüdenscheid, SpVgg Erkenschwick, OSV Hannover – Południe: SSV Ulm 1846, Eintracht Trewir, FC Homburg, VfR 1910 Bürstadt, FSV Frankfurt, ESV Ingolstadt, 1. FC Saarbrücken, FC Augsburg, Borussia Neunkirchen, VfB Eppingen
- 1981/82: TSV 1860 Monachium, Wormatia Worms, Freiburger FC, SpVgg Bayreuth
- 1982/83: FC Augsburg, SpVgg Fürth, FSV Frankfurt, TuS Schloß Neuhaus
- 1983/84: Rot-Weiss Essen, SC Charlottenburg, VfL Osnabrück, BV 08 Lüttringhausen
- 1984/85: FC St. Pauli, VfR 1910 Bürstadt, Kickers Offenbach, SSV Ulm 1846
- 1985/86: Hertha BSC, SpVgg Bayreuth, Tennis Borussia Berlin, MSV Duisburg
- 1986/87: Eintracht Brunszwik, Viktoria Aschaffenburg, KSV Hessen Kassel, FSV Salmrohr
- 1987/88: Rot-Weiß Oberhausen, BVL 08 Remscheid, SSV Ulm 1846, Arminia Bielefeld
- 1988/89: Kickers Offenbach, Viktoria Aschaffenburg, 1. FSV Mainz 05, Union Solingen
- 1989/90: KSV Hessen Kassel, SpVgg Bayreuth, Alemannia Aachen, SpVgg Unterhaching
- 1990/91: Rot-Weiss Essen, Preußen Münster, TSV Havelse, 1. FC Schweinfurt 05
- 1991/92 Północ: Blau-Weiß 90 Berlin, Stahl Brandenburg – Południe: TSV 1860 Monachium, Hallescher FC, FC Rot-Weiß Erfurt
- 1992/93: SpVgg Unterhaching, Eintracht Brunszwik, VfL Osnabrück, Fortuna Düsseldorf, VfB Oldenburg, SV Darmstadt 98, FC Remscheid
- 1993/94: Stuttgarter Kickers, FC Carl Zeiss Jena, Wuppertaler SV, Rot-Weiss Essen, Tennis Borussia Berlin
- 1994/95: 1. FC Saarbrücken, FC 08 Homburg, FSV Frankfurt
- 1995/96: Chemnitzer FC, Hannover 96, 1. FC Nürnberg, SG Wattenscheid 09
- 1996/97: SV Waldhof Mannheim, VfB Lübeck, Rot-Weiss Essen, VfB Oldenburg
- 1997/98: VfB Leipzig, FC Carl Zeiss Jena, FSV Zwickau, SV Meppen
- 1998/99: FC Gütersloh, KFC Uerdingen 05, SG Wattenscheid 09, Fortuna Düsseldorf
- 1999/00: Tennis Borussia Berlin, SC Fortuna Köln, Kickers Offenbach, Karlsruher SC
- 2000/01: VfL Osnabrück, SSV Ulm 1846, Stuttgarter Kickers, Chemnitzer FC
- 2001/02: SpVgg Unterhaching, 1. FC Saarbrücken, 1. FC Schweinfurt 05, SV Babelsberg 03
- 2002/03: Eintracht Brunszwik, SSV Reutlingen 05, FC St. Pauli, SV Waldhof Mannheim
- 2003/04: SSV Jahn Regensburg, VfB Lübeck, 1. FC Union Berlin, VfL Osnabrück
- 2004/05: Rot-Weiß Oberhausen, Eintracht Trewir, FC Rot-Weiß Erfurt, Rot-Weiss Essen
- 2005/06: Sportfreunde Siegen, LR Ahlen, 1. FC Saarbrücken, Dynamo Drezno
- 2006/07: Rot-Weiss Essen, SpVgg Unterhaching, SV Wacker Burghausen, Eintracht Brunszwik
- 2007/08: Kickers Offenbach, FC Erzgebirge Aue, SC Paderborn 07, FC Carl Zeiss Jena
- 2008/09: FC Ingolstadt 04, SV Wehen Wiesbaden, VfL Osnabrück
- 2009/10: Rot Weiss Ahlen, TuS Koblenz, Hansa Rostock
- 2010/11: Rot-Weiß Oberhausen, Arminia Bielefeld, VfL Osnabrück
- 2011/12: Alemannia Aachen, Hansa Rostock, Karlsruher SC
- 2012/13: MSV Duisburg, SSV Jahn Regensburg
- 2013/14: Dynamo Drezno, Energie Cottbus, Arminia Bielefeld
- 2014/15: Erzgebirge Aue, VfR Aalen
- 2015/16: SC Paderborn 07, FSV Frankfurt, MSV Duisburg
- 2016/17: Karlsruher SC, Würzburger Kickers, TSV 1860 Monachium
- 2017/18: Eintracht Brunszwik, 1. FC Kaiserslautern
- 2018/19: 1. FC Magdeburg, MSV Duisburg, FC Ingolstadt 04
- 2019/20: Dynamo Drezno, SV Wehen Wiesbaden
- 2020/21: Würzburger Kickers, Eintracht Brunszwik, VfL Osnabrück
- 2021/22: FC Ingolstadt 04, Erzgebirge Aue, Dynamo Drezno
- 2022/23: SV Sandhausen, SSV Jahn Regensburg, Arminia Bielefeld
- 2023/24: VfL Osnabrück, Hansa Rostock, SV Wehen Wiesbaden
- 2024/25: SSV Jahn Regensburg, SSV Ulm 1846

## Kluby awansujące do 2. Bundesligi
- 1992: Wuppertaler SV, VfL Wolfsburg, SpVgg Unterhaching
- 1993: TSV 1860 Monachium, Rot-Weiss Essen, Tennis Borussia Berlin
- 1994: Fortuna Düsseldorf, FSV Frankfurt, FSV Zwickau
- 1995: SpVgg Unterhaching, VfB Lübeck, FC Carl Zeiss Jena, Arminia Bielefeld
- 1996: VfB Oldenburg, Rot-Weiss Essen, FC Gütersloh, Stuttgarter Kickers
- 1997: SpVgg Greuther Fürth, Energie Cottbus, SG Wattenscheid 09, 1. FC Nürnberg
- 1998: SSV Ulm 1846, Rot-Weiß Oberhausen, Hannover 96, Tennis Borussia Berlin
- 1999: SV Waldhof Mannheim, Kickers Offenbach, Chemnitzer FC, Alemannia Aachen
- 2000: LR Ahlen, SSV Reutlingen 05, 1. FC Saarbrücken, VfL Osnabrück
- 2001: SV Babelsberg 03, 1. FC Union Berlin, Karlsruher SC, 1. FC Schweinfurt 05
- 2002: SV Wacker Burghausen, Eintracht Trewir, VfB Lübeck, Eintracht Brunszwik
- 2003: SSV Jahn Regensburg, SpVgg Unterhaching, FC Erzgebirge Aue, VfL Osnabrück
- 2004: FC Rot-Weiß Erfurt, 1. FC Saarbrücken, Rot-Weiss Essen, Dynamo Drezno
- 2005: Eintracht Brunszwik, SC Paderborn 07, Kickers Offenbach, Sportfreunde Siegen
- 2006: FC Augsburg, TuS Koblenz, Rot-Weiss Essen, FC Carl Zeiss Jena
- 2007: FC St. Pauli, SV Wehen Wiesbaden, TSG 1899 Hoffenheim, VfL Osnabrück
- 2008: FSV Frankfurt, FC Ingolstadt 04, Rot Weiss Ahlen, Rot-Weiß Oberhausen
- 2009: 1. FC Union Berlin, Fortuna Düsseldorf, SC Paderborn 07
- 2010: VfL Osnabrück, FC Erzgebirge Aue, FC Ingolstadt 04
- 2011: Eintracht Brunszwik, Hansa Rostock, Dynamo Drezno
- 2012: SV Sandhausen, VfR Aalen, SSV Jahn Regensburg
- 2013: Karlsruher SC, Arminia Bielefeld
- 2014: 1. FC Heidenheim, RB Leipzig, SV Darmstadt 98
- 2015: Arminia Bielefeld, MSV Duisburg
- 2016: Dynamo Drezno, FC Erzgebirge Aue, Würzburger Kickers
- 2017: MSV Duisburg, Holstein Kiel, SSV Jahn Regensburg
- 2018: 1. FC Magdeburg, SC Paderborn 07
- 2019: VfL Osnabrück, Karlsruher SC, SV Wehen Wiesbaden
- 2020: Würzburger Kickers, Eintracht Brunszwik
- 2021: Dynamo Drezno, Hansa Rostock, FC Ingolstadt 04
- 2022: 1. FC Magdeburg, Eintracht Brunszwik, 1. FC Kaiserslautern
- 2023: SV 07 Elversberg, VfL Osnabrück, SV Wehen Wiesbaden
- 2024: SSV Ulm 1846, Preußen Münster, SSV Jahn Regensburg
- 2025: Dynamo Drezno, Arminia Bielefeld

## Rekordy 2. Bundesligi
- Najwięcej tytułów mistrza ligi: 1. FC Nürnberg – 4
- Najwięcej występów ligowych: Willi Landgraf – 508 (w barwach Alemannii Aachen 188, w Rot-Weiss Essen 119, w FC Homburg 107 i w FC Gütersloh 94)
- Najwięcej goli ligowych: Dieter Schatzschneider – 153
- Najwięcej sezonów w lidze: SC Fortuna Köln – 26 (nieprzerwanie od 1974 do 2000)
- Najwięcej strzelonych goli w jednym sezonie: Horst Hrubesch w Rot-Weiss Essen – 41 (1978/79)

## Kluby 2. Bundesligi w europejskich pucharach
- Hannover 96 uczestniczył w Pucharze Zdobywców Pucharów w sezonie 1992/93 jako drugoligowy zwycięzca Pucharu Niemiec. Odpadł w I rundzie po meczach 1:3 i 2:1 z obrońcą tytułu Werderem Brema.
- 1. FC Kaiserslautern uczestniczył w Pucharze Zdobywców Pucharów w sezonie 1996/97 jako zwycięzca Pucharu Niemiec (był przy okazji spadkowiczem z I Bundesligi). Odpadł w I rundzie po meczach 1:0 i 0:4 z Crveną Zvezdą Belgrad.
- 1. FC Union Berlin uczestniczył w Pucharze UEFA w sezonie 2001/02 jako finalista (trzecioligowy) Pucharu Niemiec w meczu z FC Schalke 04. W I rundzie drużyna wyeliminowała drużynę FC Haka z Finlandii. W II rundzie odpadła z bułgarską drużyną Liteks Łowecz.
- Alemannia Aachen uczestniczyła w Pucharze UEFA w sezonie 2004/05 jako finalista Pucharu Niemiec w meczu z Werderem Brema. Po wyeliminowaniu islandzkiego Hafnarfjarðar drużyna znalazła się w fazie grupowej pucharu. Po zwycięstwach Alemannii w grupie z Lille OSC i AEK Ateny awansowała ona do 1/16 finału, gdzie odpadła po meczach 0:0 i 1:2 z holenderskim AZ Alkmaar.

## Skład ligi w sezonie 2024/2025
| drużyna                             | miasto             | sezon 2023/24 | uwagi                               |
| ----------------------------------- | ------------------ | ------------- | ----------------------------------- |
| drużyny, które spadły z Bundesligi  |                    |               |                                     |
| 1. FC Köln                          | Kolonia            | 17            |                                     |
| SV Darmstadt 98                     | Darmstadt          | 18            |                                     |
| uczestnicy poprzedniej edycji       |                    |               |                                     |
| Fortuna Düsseldorf                  | Düsseldorf         | 3             | Przegrane baraże z VfL Bochum       |
| Hamburger SV                        | Hamburg            | 4             |                                     |
| Karlsruher SC                       | Karlsruhe          | 5             |                                     |
| Hannover 96                         | Hanower            | 6             |                                     |
| SC Paderborn 07                     | Paderborn          | 7             |                                     |
| SpVgg Greuther Fürth                | Fürth              | 8             |                                     |
| Hertha BSC                          | Berlin             | 9             |                                     |
| FC Schalke 04                       | Gelsenkirchen      | 10            |                                     |
| SV 07 Elversberg                    | Spiesen-Elversberg | 11            |                                     |
| 1. FC Nürnberg                      | Norymberga         | 12            |                                     |
| 1. FC Kaiserslautern                | Kaiserslautern     | 13            |                                     |
| 1. FC Magdeburg                     | Magdeburg          | 14            |                                     |
| Eintracht Brunszwik                 | Brunszwik          | 15            |                                     |
| drużyny, które awansowały z 3. Ligi |                    |               |                                     |
| SSV Ulm 1846                        | Ulm                | 1             |                                     |
| Preußen Münster                     | Münster            | 2             |                                     |
| SSV Jahn Regensburg                 | Ratyzbona          | 3             | Wygrane baraże z SV Wehen Wiesbaden |